# Stazione meteorologica di Reggio Calabria Città
La stazione meteorologica di Reggio Calabria Città è la stazione meteorologica di riferimento relativa alla città di Reggio Calabria.

## Medie climatiche ufficiali

### Dati climatologici 1981-2010
In base alla media di riferimento (1981-2010), la temperatura media dei mesi più freddi, gennaio e febbraio, si attesta a +10,9 °C; quella del mese più caldo, agosto, è di +26,1 °C.
| REGGIO CALABRIA CITTÀ (1981-2010) | Mesi | Mesi | Mesi | Mesi | Mesi | Mesi | Mesi | Mesi | Mesi | Mesi | Mesi | Mesi | Stagioni | Stagioni | Stagioni | Stagioni | Anno |
| REGGIO CALABRIA CITTÀ (1981-2010) | Gen  | Feb  | Mar  | Apr  | Mag  | Giu  | Lug  | Ago  | Set  | Ott  | Nov  | Dic  | Inv      | Pri      | Est      | Aut      | Anno |
| --------------------------------- | ---- | ---- | ---- | ---- | ---- | ---- | ---- | ---- | ---- | ---- | ---- | ---- | -------- | -------- | -------- | -------- | ---- |
| T. max. media (°C)                | 13,7 | 13,8 | 15,2 | 17,5 | 22,0 | 25,0 | 28,0 | 28,7 | 25,6 | 22,3 | 17,7 | 14,8 | 14,1     | 18,2     | 27,2     | 21,9     | 20,4 |
| T. min. media (°C)                | 8,1  | 8,0  | 8,8  | 11,5 | 15,2 | 18,8 | 23,0 | 23,5 | 20,2 | 16,5 | 12,9 | 10,0 | 8,7      | 11,8     | 21,8     | 16,5     | 14,7 |

## Valori estremi

### Temperature estreme mensili dal 1866 ad oggi
Nella tabella sottostante sono riportate le temperature massime e minime assolute mensili, stagionali ed annuali dal 1866 ad oggi, con il relativo anno in cui si queste si sono registrate. La massima assoluta del periodo esaminato di +41,5 °C risale al giugno 2007, mentre la minima assoluta di -2,3 °C è del febbraio 1895.
| REGGIO CALABRIA CITTA' (1866-2023) | Mesi        | Mesi        | Mesi        | Mesi        | Mesi        | Mesi        | Mesi        | Mesi        | Mesi        | Mesi        | Mesi        | Mesi               | Stagioni | Stagioni | Stagioni | Stagioni | Anno |
| REGGIO CALABRIA CITTA' (1866-2023) | Gen         | Feb         | Mar         | Apr         | Mag         | Giu         | Lug         | Ago         | Set         | Ott         | Nov         | Dic                | Inv      | Pri      | Est      | Aut      | Anno |
| ---------------------------------- | ----------- | ----------- | ----------- | ----------- | ----------- | ----------- | ----------- | ----------- | ----------- | ----------- | ----------- | ------------------ | -------- | -------- | -------- | -------- | ---- |
| T. max. assoluta (°C)              | 23,6 (1995) | 25,1 (2002) | 28,0 (1952) | 29,7 (1988) | 34,2 (1945) | 41,5 (2007) | 40,5 (2007) | 41,0 (1946) | 41,0 (1924) | 34,4 (1999) | 29,7 (1937) | 24,5 (1989 e 2010) | 25,1     | 34,2     | 41,5     | 41,0     | 41,5 |
| T. min. assoluta (°C)              | −1,5 (1999) | −2,3 (1895) | −1,2 (1949) | 2,0 (1935)  | 6,7 (2016)  | 10,0 (1932) | 11,5 (1926) | 10,6 (2016) | 9,8 (2002)  | 6,7 (1869)  | 2,3 (1894)  | −2,0 (2014)        | −2,3     | −1,2     | 10,0     | 2,3      | −2,3 |